# Vena-mesenterica-superior-Syndrom
Das Vena-mesenterica-superior-Syndrom, englisch Superior mesenteric vein syndrome, ist eine extrem seltene, durch eine atypisch verlaufende Vena mesenterica superior bedingte Duodenalstenose.